# Draguwici
Draguwici, Drugowici, Druguwici, Dragowici, Dragoviti – plemię słowiańskie zamieszkujące od VII wieku południową Macedonię po rzekę Bystricę (gr. Aliakmon). Sąsiadowali na północy z plemionami Sagudatów i Rynchynów, a na południu z zajmującymi Tesalię Welegezytami.

## Nazwa i siedziby
Draguwici pojawiają się w źródłach bizantyńskich w formie Δρογουβιται (Droguwītai) lub Δραγουβιται (Draguwītai). Nazwę wywodzi się od słowiańskiego rdzenia dreg-, dregъv- oznaczającego moczar.
Lokalizacja plemienia nie jest jasna. Ze źródeł wynika, że istniały dwa, a może nawet trzy odłamy tego plemienia na Półwyspie Bałkańskim:
- Miracula Sancti Demetrii podają wiadomość o plemieniu Draguwitów, które mieszkało na południowy zachód od Sołunia. Informację tę potwierdza Jan Kameniata, który lokalizuje siedziby Draguwitów między Sołuniem a Beroą i wysokimi górami[4].
- Umowa handlowa z roku 897 i akta sporu między klasztorami na Athosie między klasztorami Ławrą i Ivrionem z 1078 roku mówią o Draguwitach mieszkających na wschód od Sołunia (χωράφιον των Δραγαβούτων, chōrafion tōn Dragawutōn)[4].
- Nazwa Draguwitów występuje także w tytulaturze biskupa płowdiwskiego (1410 rok) i wiąże się prawdopodobnie z tzw. cerkwią draguwicką (ecclesia Drugunthiae), o której pisze Rainer Sacchoni ok. 1250 roku. Chomatian w XII wieku wspomina o ziemiach Draguwitów (η Δρουγουβιτική, he Druguwitike) nad środkowym Wardarem[4]. I. Stawowy-Kawka lokalizuje tę część plemienia w kotlinie Połog[6].

## Ekspansja
Draguwici pojawili się w Macedonii na początku VII wieku w ramach wielkiego exodusu sklawińskiego na ziemie Cesarstwa Bizantyjskiego. W latach 610–617 Słowianie wspólnie z Awarami spustoszyli półwysep grecki wypierając miejscową ludność grecką na tereny górskie w centrum półwyspu oraz na wyspy Morza Egejskiego. Nazwa plemienia ze względu na podobieństwo do nazwy Dregowiczów, może wskazywać, że Draguwici nie byli Sklawinami, lecz Antami. Na zajętych terenach Draguwici nie stworzyli własnego organizmu politycznego, żyjąc w ramach luźnych struktur plemiennych, doraźnie łącząc się w większe związki plemienne. W 615 roku spustoszyli wspólnie z Sagudatami, Rynchynami, Welegezytami, Wajunitami i Brsjakami rozległe obszary Iliricum. Ludność miejscowa, której udało się uniknąć śmierci, chroniła się w miastach na wybrzeżu. W roku następnym pod wodzą Hacona oblegli Tesalonikę.
Chcieli zgodnie uderzyć na wymienione przez nas, miłe Chrystusowi, miasto i ograbić je jak pozostałe. W tej sprawie byli zgodni, więc wykonawszy mnóstwo łodzi wydrążonych z jednego pnia, rozłożyli się obozem w pobliżu morza, pozostałe zaś mrowie osaczyło miasto strzeżone przez Boga, ze wszystkich stron: od wschodu, północy i zachodu. Mieli ze sobą na lądzie rodziny i sprzęt domowy, obiecali obsadzić je bowiem w mieście po jego zdobyciu.
Wódz Hacon wziął udział w walce został jednak schwytany i stracony. W 618 roku ponownie pojawili się pod murami Tesaloniki wspólnie z Awarami. Oblężenie trwało 33 dni i również zakończyło się niepowodzeniem. W 626 roku wzięli udział w wielkim awarsko-słowiańskim oblężeniu Konstantynopola, zakończonym klęską słowiańskiej flotylli łódek jednodrzewek w bitwie w zatoce Złotego Rogu, konfliktem pomiędzy Słowianami a Awarami i odstąpieniem najpierw Słowian, a potem Awarów od oblężenia. Kolejne informacje o Draguwitach pochodzą z lat 70. VII wieku. W 674 roku przyłączyli się do związku Rynchynów, Sagudatów i Strumian powstałego około 670 roku w celu zdobycia Tesaloniki. Wódz Rynchynów Prebąd w trakcie pobytu w Tesalonice został uwięziony i odesłany do Konstantynopola. Schwytany w czasie próby ucieczki został stracony jesienią 674 roku. Oburzeni egzekucją swego wodza związkowcy oblegli Tesalonikę. Grekom udało się jednak uzyskać pomoc mieszkających w Tesalii Welegezytów. Przed decydującym szturmem z akcji wycofali się też Strumianie. Oblężenie zakończyło się niepowodzeniem. Ostatnim wspólnym przedsięwzięciem związku była nieudana próba zdobycia Tesaloniki w 677 roku.

## Stopniowe uzależnianie od Bizancjum i Bułgarii
Pod koniec VII wieku do kontrofensywy przeszli cesarze bizantyńscy. Na przełomie 688/9 cesarz Justynian II przedarł się z armią do Tesaloniki i uprowadził sporą liczbę Słowian z tego rejonu, którzy następnie zostali osiedleni w Azji Mniejszej. W 758/9 ziemie macedońskich Słowian najechał cesarz Konstantyn V Kopronim, w odwecie Słowianie dokonali wypraw rabunkowych i grabieżczych na wyspy Morza Egejskiego. W 769 roku cesarz wykupił 2500 jeńców, mieszkańców wysp greckich. W 783 roku wyprawa cesarzowej Ireny dotarła przez tereny Draguwitów na Peloponez. Pod koniec VIII wieku po raz pierwszy w źródłach greckich pojawia się nazwa temu Macedonia, choć trudno stwierdzić, jaki był zakres władzy bizantyńskiej nad mieszkającymi w Macedonii plemionami słowiańskimi. W latach 821–823 i 836-837 Słowianie macedońscy wzięli udział w buntach przeciw Bizancjum krwawo tłumionych. W 904 roku ziemie Draguwitów znalazły się w granicach Bułgarii Symeona I. Po upadku Bułgarii pod koniec X wieku zostały ostatecznie włączone do cesarstwa i znalazły się w temie Strymonu. Z tego okresu pochodzą informacje o istnieniu odrębnego biskupstwa Draguwitia dla prowadzenia akcji misyjnej wśród Draguwitów. Na obszarze zamieszkanym przez Draguwitów Bizantyńczycy powołali również chartulariat Draguwitia, prawdopodobnie zapewniający Draguwitom niezależność od administracji cywilnej cesarstwa. Istnienie chartulariatu potwierdzają jeszcze dokumenty z początku XIII wieku. Na początku XIII wieku działał w Macedonii kościół bogomilski Draguwitia.